# Antonin Bobichon
Antonin Bobichon (* 14. September 1995 in Bagnols-sur-Cèze) ist ein französischer Fußballspieler.

## Karriere

### Olympique Nîmes
Bobichon begann seine Karriere als Fußballspieler bei Olympique Nîmes, wo er 2013/14 zwei Tore in 18 Spielen für die Zweitmannschaft machte. In der nächsten Saison 2014/15 traf er bereits vier Mal in 14 Spielen. Außerdem gab er in jener Saison sein Profidebüt am 17. Oktober 2014 (11. Spieltag) bei einem 2:1-Sieg über den FC Tours, gegen den er den 2:1-Siegtreffer vorlegen konnte. In der Restsaison stand er noch in zwölf weiteren Ligapartien auf dem Platz. 2015/16 kam er nur zu sechs Ligaeinsätzen. Stattdessen traf er in 13 Spielen der National 3 fünfmal. Daraufhin wurde er für die Saison 2016/17 in die Championnat National an den CA Bastia verliehen. Er debütierte am 5. August 2016 (1. Spieltag) gegen den GS Consolat in der Startelf. Sein erstes Tor schoss er am 9. September 2016 (6. Spieltag) gegen den SAS Épinal, als er beim 1:1 die Führung für Bastia schoss. Für Bastia traf er insgesamt zwei Mal in 28 Ligaspielen. Nach seiner Rückkehr zu den Krokodilen war er häufig nur auf der Ersatzbank, schoss jedoch am 4. Mai 2018 (37. Spieltag) gegen den GFC Ajaccio das erste Mal für die Südfranzosen. Wettbewerbsübergreifend lief er achtmal für die Profis und elf Mal für die Amateure auf. Die Saison beendete Nîmes auf Platz zwei und stieg somit nach 25 Jahren wieder in die Ligue 1 auf. In der Ligue 1 debütierte er bei einer 2:4-Niederlage gegen Paris Saint-Germain, als für den zwischenzeitlichen 1:2-Anschlusstreffer sorgte. In der Saison 2018/19 etablierte er sich als Stammspieler bei den Krokodilen und traf wettbewerbsübergreifend achtmal in 33 Spielen.

### SCO Angers
In der Folgesaison spielte er nur zweimal für Nîmes, da er im Sommer 2019 für anderthalb Millionen Euro zum Ligakonkurrenten SCO Angers wechselte. Für Angers debütierte er am 25. September 2019 (7. Spieltag) beim 2:0-Sieg beim FC Toulouse. Drei Monate später schoss er gegen den FC Nantes sein erstes Tor und trug somit einiges zum 2:1-Sieg dort bei. In der Liga lief er elf Mal für Angers auf un traf dabei insgesamt zweimal. Nebenbei lief er dreimal für die zweite Mannschaft in der National 2 auf. In der Folgesaison war er eher zweite Wahl im Mittelfeld und kam wenn überhaupt häufig als Einwechselspieler.
Nachdem er bis zur Winterpause nur zu vier Einsätzen im Profiteam kam und teilweise auch bei der zweiten Mannschaft mitspielte, wurde er im Januar 2022 bis Saisonende in die Ligue 2 an die AS Nancy verliehen.

### Stade Laval
Im Januar 2023 verließ der Spieler Angers und wechselte zu Stade Laval.

## Erfolge
- Aufstieg in die Ligue 1: 2018